# Gene Collins
Gene Collins (Los Angeles, 1932. április 23. – 2015. május 29.) ír származású amerikai színész. Első két filmje horrorfilm volt a Hasfelmetsző Jack (Jack the Ripper), majd A Kapu (The Veil) 1958-ban. Mindkettőben Boris Karloffal játszott együtt. Krimikben, komédiákban, drámákban, sőt egy-egy musicalben is feltűnt mint mellékszereplő. A Kelly hősei filmben szerzett komolyabb ismertséget. 1992-ben nyugdíjba vonult.

## Filmszerepei
- 1942: The Pride of the Yankees
- 1944: The Sullivans
- 1948: The Babe Ruth Story
- 1949: Mr. Soft Touch
- 1949: I Shot Jesse James
- 1951: When Worlds Collide
- 1951: The Lady and the Bandit
- 1952: Boots Malone
- 1952: The Happy Time
- 1953: Flight Nurse
- 1957: Dino
- 1959: Rawhide (sorozat)
- 1960: Visit to a Small Planet
- 1967: Se sei vivo spara
- 1967: (El precio de un hombre)
- 1967: Die Grausamen I crudeli
- 1970: Kelly hősei (Kelly's Heroes)
- 1971: …y seguian robandose el millon de dolares
- 1972: La banda J.S.: cronaca criminale del Far West
- 1972: Pancho Villa
- 1974: El kárate, el Colt y el impostor
- 1990: General Hospital